# جولیو گاودینی
جولیو گاودینی (به ایتالیایی: Giulio Gaudini) ورزشکار مرد رشتهٔ شمشیربازی اهل کشور ایتالیا است. وی در بین سال‌های ‎۱۹۲۸ تا ۱۹۳۶ میلادی در مسابقات بازی‌های المپیک تابستانی در مجموع ۹ مدال، شامل ۳ مدال طلا ، ۴ نقره و ۲ برنز را کسب کرد.